# Heptapterus tenuis
Heptapterus tenuis är en fiskart som beskrevs av Mees, 1986. Heptapterus tenuis ingår i släktet Heptapterus och familjen Heptapteridae. Inga underarter finns listade i Catalogue of Life.